# Qilin
Das Qilin (chinesisch 麒麟, Pinyin Qílínⓘ, W.-G. Ch'i-lin) ist ein chinesisches Fabeltier. Es wird auch als „chinesisches Einhorn“ bezeichnet. Neben dem Drachen – „Lóng“, dem Phönix – „Fènghuáng“ und der Schildkröte – „Guī“ zählt das Qilin zu den „vier Wundertieren“ (siling), die auch als Zauberwesen bezeichnet werden.

## Aussehen und Eigenschaften
In der Ming-Dynastie wurde das Tier mit einem Drachenkopf mit Flammenornamenten und Ochsenhufen sowie mit Fisch- oder Drachenschuppen dargestellt. In der Qing-Dynastie kamen ein Hirschgeweih, ein Löwenschwanz und der Bart eines Karpfens hinzu.
Dem Qilin wird eine friedliche Natur nachgesagt, und es verkörpert die Liebe von Frieden und Güte. Es soll ausschließlich Pflanzen fressen und niemals das Gras zertrampeln, über das es läuft, oder Käfer zertreten. Das Qilin hat daher im Chinesischen auch die Bezeichnung Rénshòu (仁獸 / 仁兽), also das „Tier der Güte und Mitmenschlichkeit“. In der Wortzusammensetzung bezeichnet Qí – 麒 das männliche und Lín – 麟 das weibliche Tier, wodurch der Dualismus, aber auch die Beziehung von Yin und Yang ausgedrückt werden. Dem Qilin wird nachgesagt, es könne eintausend Jahre alt werden.

## Hintergründe und Geschichte
Das Erscheinen eines Qilins galt in früheren Zeiten als ein Anzeichen für die Ankunft eines weisen Herrschers. In der chinesischen Mythologie ist es außerdem Diener des gerechten Richters Gāoyáo (皋陶, veraltete grafische Variante: 臯陶), der wiederum dem idealen Kaiser Yao dient. Sünder wurden stets durch das Horn des Qilin niedergestreckt.
Ein Buch erzählt, dass ein Qilin in der Zeit von Konfuzius gefangen wurde. Das Volk kannte dieses heilige Tier nicht, und weil man fürchtete, dass es ein schlechtes Zeichen sei, ermordeten man es. Konfuzius war darüber sehr betrübt und sagte, er sehe keine Hoffnung mehr, und ließ sein historisches Buch unvollendet.
Als der chinesische Eunuch und Admiral Zheng He in der Ming-Dynastie (1334–1644) dem Kaiser Yong Le von einer seiner berühmten Seereisen zwei Giraffen mitbrachte, wurden sie aufgrund ihrer ruhigen Natur und des Fellmusters von Höflingen zu einem Qilin erklärt. In Japan und Korea werden bis heute sowohl Giraffe als auch das Fabeltier als jap. Kirin bzw. kor. Girin bezeichnet.
Das Qilin gilt allgemein als Symbol für Glück, Friedfertigkeit, Gerechtigkeit und Kindersegen. Daher kennen Chinesen ihn auch als Ruìshòu (瑞獸 / 瑞兽), also ein „Tier, das Gutes verheißt“, das „Glückstier“. In der Qing-Dynastie zierte es die Roben der Offiziere der ersten Rangklasse. Nach der Lehre des Feng Shui werden Qilins gerne paarweise im Haus oder vor Toren aufgestellt. In China gibt es auch die Tradition des Qilintanzes.
Das Qilin ist der Herr der behaarten Tierklasse. Andere Tierklassen und ihre respektiven Oberherren sind:
- geschuppt: der chinesische Drache - Lóng (龍 / 龙)
- gepanzert: die Schildkröte - Guī (龜 / 龟)
- nackt: der Mensch - Rén (人)
- gefiedert: der chinesische Phönix - Fènghuáng (鳳凰 / 凤凰)

Qilintanz
In traditionelle Festlichkeiten wird neben dem Löwen- und Drachentanz der Qilintanz (麒麟舞,  Qílínwǔ) als Symbol des Glücks vorgeführt, beispielsweise hier von der chinesische Hakka-Ethnie.

Qilintanz – Neujahrsfest
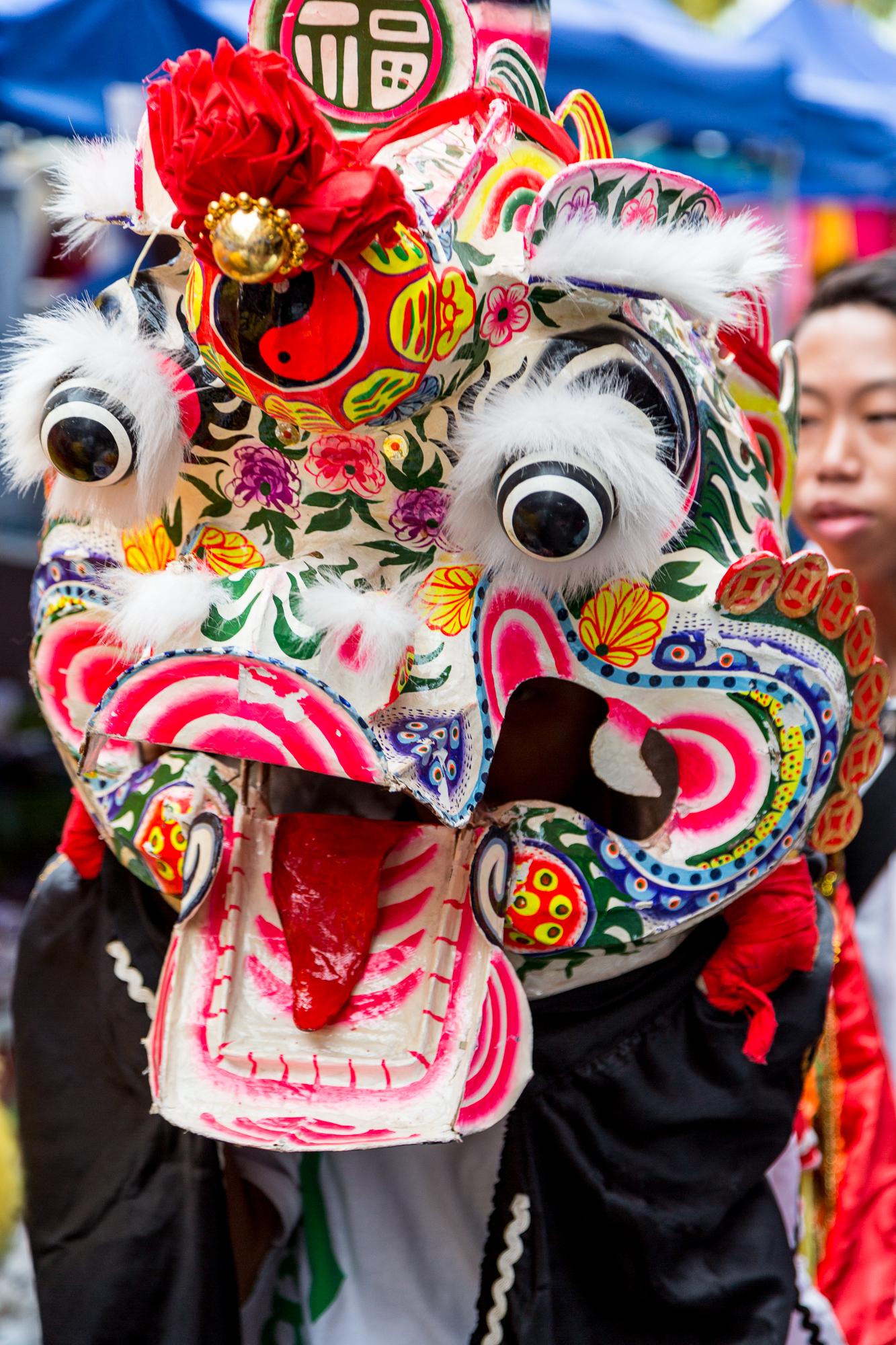
Qilin der Hakka-Ethnie
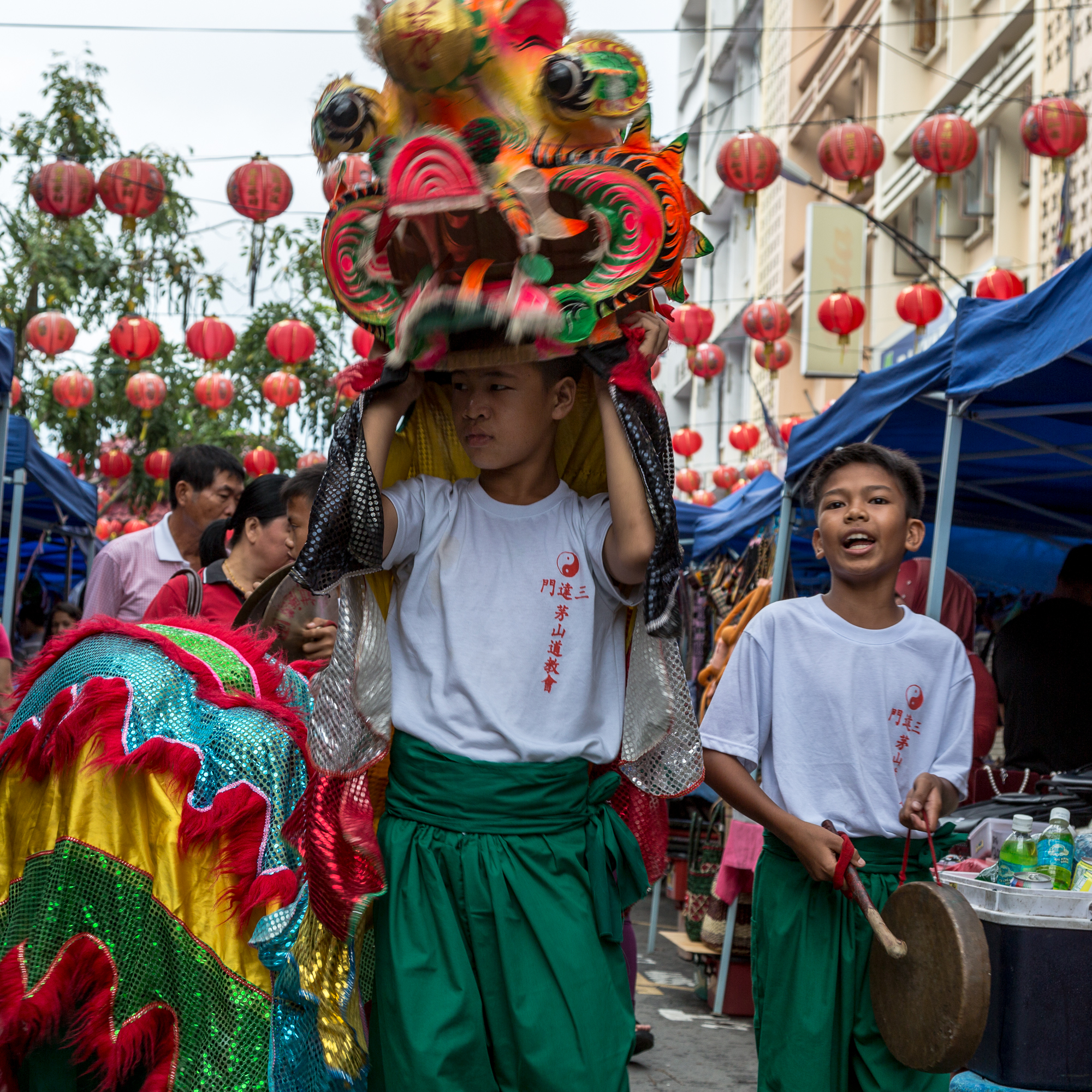
Qilintanz
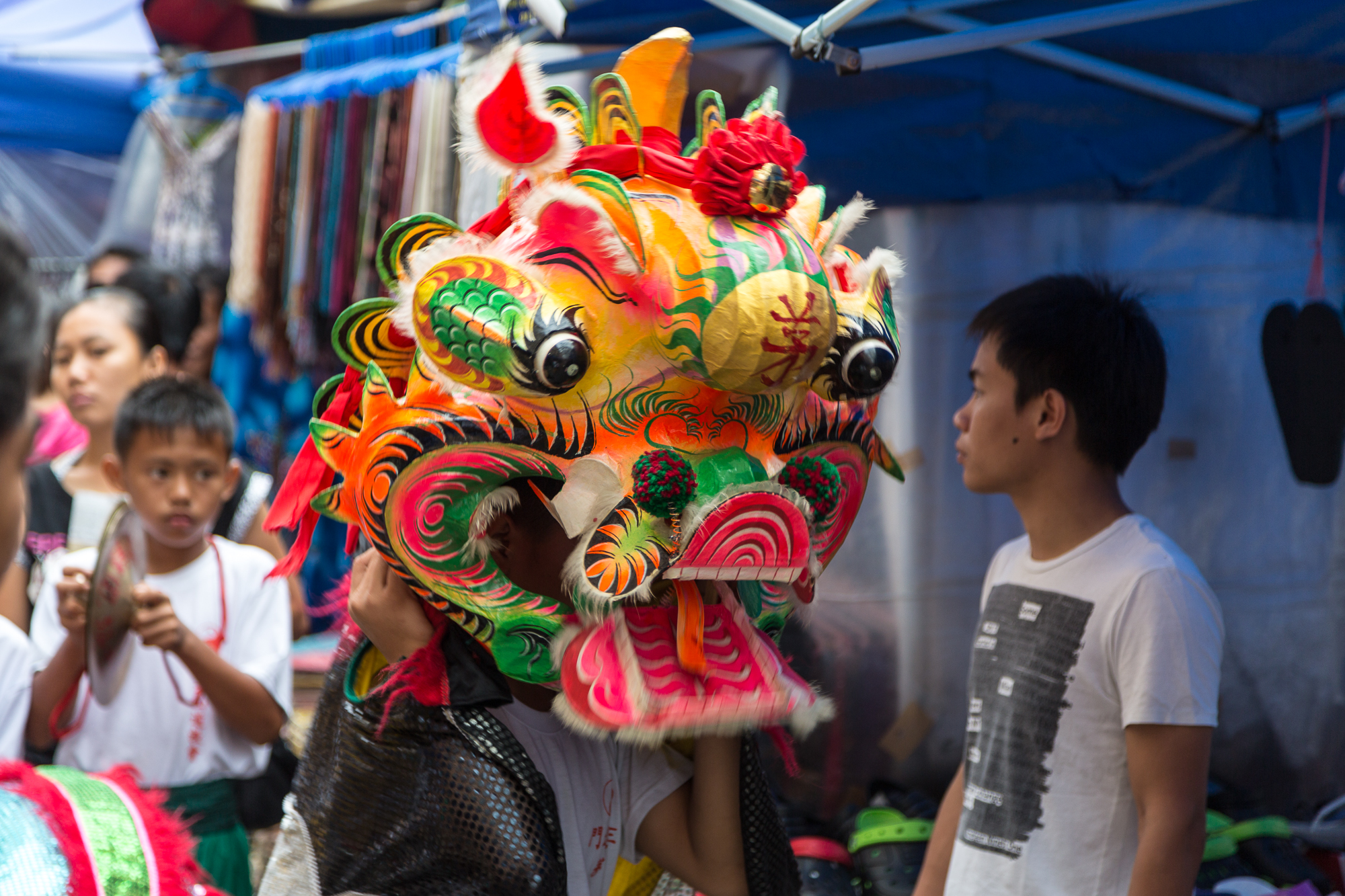
Qilintanz in Sabah

## Andere kulturelle Darstellungen

### Kirin
Auf Japanisch werden die Schriftzeichen Qilin – 麒麟 – Kirin ausgesprochen. In der japanischen Kunst hat es mehr Ähnlichkeit mit einem Hirsch als mit dem chinesischen Original. Die beiden Schriftzeichen enthalten jeweils das Radikal für Hirsch 鹿. Im modernen Japanisch bzw. Koreanisch wird der Begriff Kirin (koreanisch 기린 RR Girin, MCR Kirin) auch für die Giraffe verwendet. Die japanische Kirin Brauerei ist nach dem Kirin benannt.

### Gilen
In Thailand ist der Qilin als Gilen (thailändisch กิเลน) bekannt und gehört zum Pantheon der mythischen Tiere des thailändischen Himavanta-Waldes.

## Rezeption
In dem Fantasyfilm Phantastische Tierwesen: Dumbledores Geheimnisse spielt das Qilin eine zentrale Rolle. Die Dramaturgie des Films orientiert sich stellenweise eindeutig an den mythologischen Erzählungen über dieses Fabelwesen. Im August 2025 wurde die ausgestorbene Giraffengattung Qilin, deren Fossilien in der Inneren Mongolei gefunden wurden, nach dem Fabeltier benannt.

## Anmerkung
1. ↑  
Hier die typischen Qilin der Hakka sind in der Größe verglichen mit anderen historischen Qilin der Region Guangdong etwas kleiner.